# Spelaeornis oatesi
A Spelaeornis oatesi a madarak osztályának verébalakúak (Passeriformes) rendjébe és a timáliafélék (Timaliidae) családjába tartozó faj.

## Rendszerezése
A fajt Robert H. F. Rippon írta le 1904-ben, az Urocichla nembe Urocichla oatesi néven. Szerepelt a Spelaeornis chocolatinus alfajaként, Spelaeornis chocolatinus oatesi néven is.

## Előfordulása
Délkelet-Ázsiában, India és Mianmar területén honos. Természetes élőhelyei a szubtrópusi és trópusi hegyi esőerdők és magaslati cserjések. Állandó, nem vonuló faj.

## Megjelenése
Testhossza 12 centiméter.

## Természetvédelmi helyzete
Az elterjedési területe kicsi, egyedszáma viszont stabil. A Természetvédelmi Világszövetség Vörös listáján nem fenyegetett fajként szerepel.